# Hyundai Motor Company
Hyundai Motor Company (hangul: 현대자동차; hanja: 現代自動車; RR: Hyeondae Jadongcha listenⓘ; hangul: 현대; hanja: 現代; MR: Hyŏndae, AFI: [hjə́ːndɛ]) este o multinațională din Coreea de Sud care fabrică automobile  cu sediul în Seul, Coreea de Sud. Compania a fost înființată în anul 1967 și împreuna cu filiala sa, Kia Motors, deținută în proporție de 32,8%, împreună formează Hyundai Motor Group, care este al cincilea cel mai mare producător de automobile din lume, bazat pe vânzările anuale de vehicule din 2012.
Genesis Motors este ramura care produce mașini de lux a Hyundai.

## Proprietari și management
Compania face parte din grupul Hyundai Kia Automotive. Printre acționarii companiei se numără producătorul componentelor auto Hyundai Mobis (20,78%), fondul național de pensii din Coreea (5,95%). Capitalizarea pentru decembrie 2010 este de 34,99 miliarde de dolari.
Președinte al Consiliului de Administrație al companiei - Jong Mon Gu (정몽구, Chung Mong-koo).

## Modele

### Automobile
- Hyundai Accent (1994–prezent)
- Hyundai Atos (1997–2014)
- Hyundai Azera (2005–prezent)
- Hyundai Bayon (2021–prezent)
- Hyundai Elantra (1990–prezent)
- Hyundai Excel (1985–1999)
- Hyundai Galloper (1991–2004)
- Hyundai HB20 (2012–prezent)
- Hyundai Highway (1999–2008)
- Hyundai i10 (2007–prezent)
- Hyundai i20 (2008–prezent)
- Hyundai i30 (2006–prezent)
- Hyundai i30 N (2017–prezent)
- Hyundai i30 Wagon (2007–prezent)

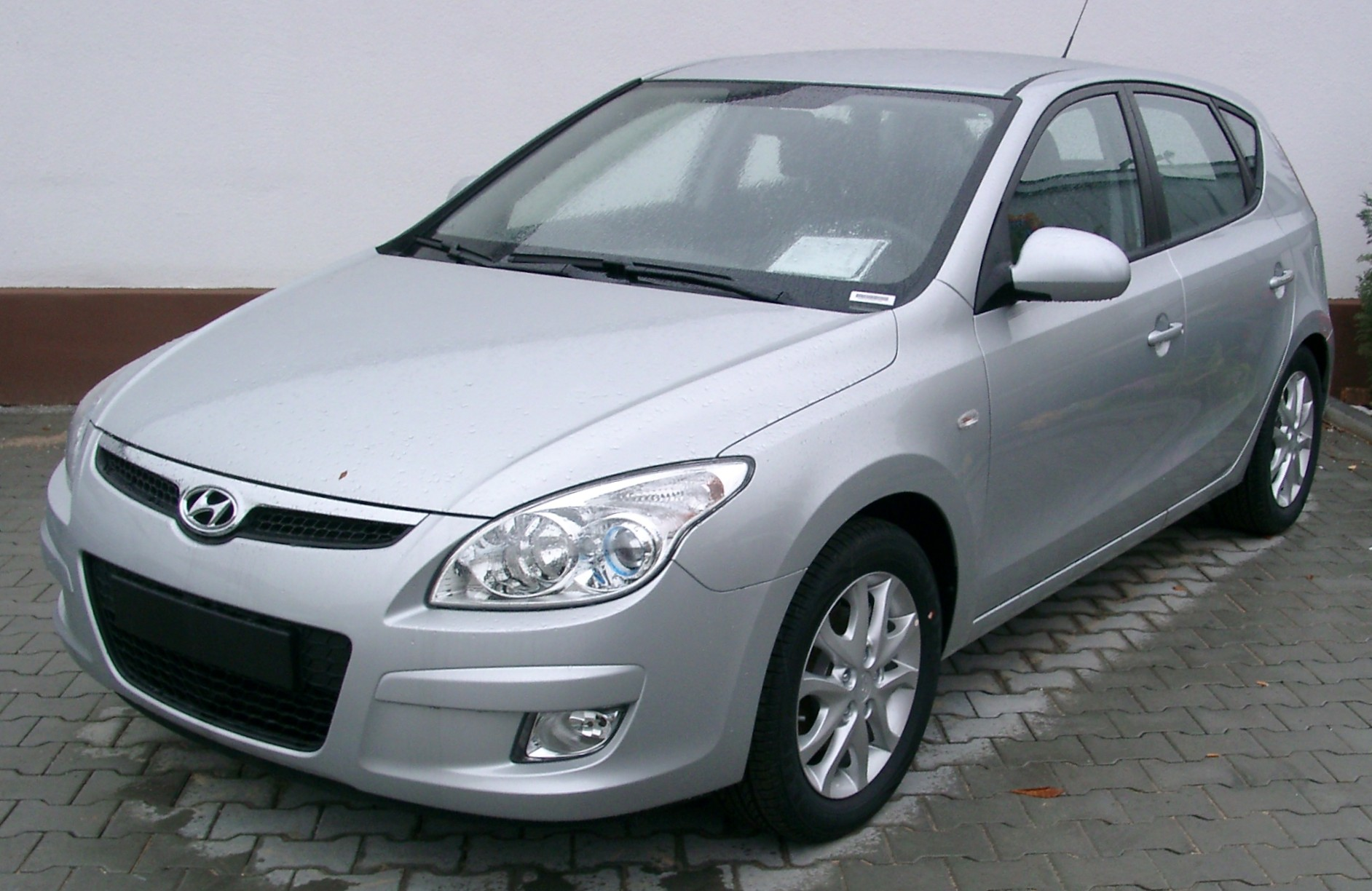
Hyundai i30 (2006–2010)

- Hyundai i30 Fastback (2016–prezent)
- Hyundai i30 Fastback N (2017–prezent)
- Hyundai ix35 (2009–2015)
- Hyundai Inster (2024–prezent)
- Hyundai Ioniq (2016–2022)[7]
- Hyundai Ioniq 5 (2021–prezent)
- Hyundai Ioniq 5 N (2023–prezent)
- Hyundai Ioniq 6 (2022–prezent)
- Hyundai Kona (2017–prezent)
- Hyundai N Vision 74 (înainte de 2030)[8][9]
- Hyundai Palisade (2018–prezent)
- Hyundai Santa Fe (2000–prezent)
- Hyundai Solaris (2010–2022, 2024)
- Hyundai Staria (2021–prezent; în România din 2024)[10]
- Hyundai Terracan (2001–2007)
- Hyundai Tucson (2004–prezent)

### Vehicule comerciale
- Hyundai H100 (2003–prezent)
- Hyundai H150 (1996–prezent)
- Hyundai H200 (1997–2021)
- Hyundai HD65 (1997–2004)
- Hyundai HD72 (1997–2004)
- Hyundai HD120 (2004–2021)
- Hyundai HD160 (2004–2021)
- Hyundai HD170 (1977–2021)
- Hyundai HD250 (2004–2021)
- Hyundai HD260 (2004–2021)
- Hyundai HD270 (2004–2013)
- Hyundai HD310 (2004–2013)
- Hyundai HD320 (2004–2013)
- Hyundai HD370 (2004–2013)
- Hyundai HD380 (2004–2013)
- Hyundai HD390 (2004–2013)
- Hyundai HD540 (1977–2021)
- Hyundai HD700 (2004–2013)
- Hyundai HD900 (1977–2021)
- Hyundai Universe (2006–prezent)

## Hyundai în România
În România, compania a vândut 13.000 de autovehicule în anul 2007.